# Pieza (heráldica)
En heráldica, las piezas son cargos o figuras de forma geométrica simple, delimitadas por líneas rectas que las separan del campo del escudo. En las representaciones esculpidas, y a veces en el diseño, las piezas puestas son representadas con un efecto de relieve, en comparación con el campo, dado que las yuxtaposiciones están limitadas por un trazo de unión sin efecto de relieve.
Las piezas están definidas en función de las partes del escudo, y tienen un lugar fijado sobre el mismo. Contrario a los muebles, las piezas se extienden normalmente hasta el borde de la región que ocupan y no son figurativas.
Este artículo no discute más que las piezas en el sentido estricto. En heráldica, las figuras geométricas puras comprenden igualmente los campos compuestos, que son divisiones regulares en varias zonas geométricas obtenidas por las particiones o de los rebatimientos de piezas o de particiones. Estos casos son objeto de artículos separados.
Las piezas simples pueden recibir muebles o servir de particiones.
A excepción del jefe, las piezas son blasonadas antes que la descripción del todo, salvo cuando lo afecten de manera manifiesta.

## Origen
Sus principios se encuentran, según los antiguos armorialistas, en la abstracción de la escarbucla o bloca, refuerzo metálico del escudo defensivo consistente en láminas convergentes en un umbo central, dispuestas en cruz, en aspa u orientadas hacia sus flancos... Son características de la heráldica y ocupan siempre el mismo lugar pues no dependen de la creatividad sino de la aplicación de las normas que regulan su diseño, elementos fundamentales del blasón que se remontan a tiempos preheráldicos, de lo que existen numerosos testimonios.

## Piezas honorables
Algunas de esas piezas, las más simples y las más antiguas, se llaman «honorables», las otras se llaman a veces «de segundo orden» u «ordinarias». Esta distinción es muy fluctuante, depende de los autores y al final no tiene mucha importancia, ya que no influye ni la creación ni la lectura del blasón.
Las piezas honorables son piezas suficientemente largas para poder ser cargadas (honradas) de muebles. Las piezas honorables de base (palo, faja, banda, jefe...) tienen una longitud igual al tercio del escudo (o de la mesa de espera) y se extienden hasta el borde del mismo. La excepción es el franco cuartel (mitad de longitud, mitad de altura) y el escusón (que por esta razón no ha sido siempre considerado como una pieza honorable). Sin embargo, pueden ser alargadas cuando están cargadas de muebles, por una mejor legibilidad del diseño (ver el ejemplo de Berna).

Estas piezas simples pueden combinarse por dos, a veces por tres, dando origen a una serie de piezas (cruz, sotuer, jefe-banda...) que ocupan entonces un espacio más importante.
Las piezas honorables son las figuras más antiguas y se encuentran en los blasones de la nobleza más antigua.
Las piezas honorables, también llamadas piezas de primer orden, son un número muy variable y la lista varía mucho según cada autor.
Algunos presentan una lista exhaustiva y arbitraria, otros intentan justificarla con criterios más o menos objetivos. En todos estos intentos de clasificación, la faja(1), el jefe(2), la banda(3), el palo(5), y el cabrio o chevrón(6) parecen los únicos no-cuestionados. La barra (4, simétrica a la banda) completa frecuentemente esta lista base.

### Clasificaciones utilizando criterios objetivos
El tamaño de la superficie
Debe ser del tercio del escudo, aplicable a: (además de las no-cuestionadas) la barra, la campaña, la bordura y el escusón (a condición de dimensionar más generosamente que el punto del corazón). Según este criterio se deberían encontrar aquí el flanco diestro y el flanco siniestro, pero estas piezas son muy raras.
La colocación
Las piezas tocan al menos dos bordes del escudo (las piezas más antiguas necesitaban una colocación física sobre los bordes del escudo). Este criterio conviene a la lista precedente, salvo por el escusón, e introduce un gran número de otras piezas, entre ellas la cruz, el sotuer, el franco-cuartel, la perla, la punta, etcétera.
La «rebatibilidad»
Son piezas que tienen la capacidad de generar su repetición en número (Campo rebatido): sean las no-cuestionadas (aunque el jefe parezca difícilmente rebatible) más la barra.

### Clasificaciones que resultan en listas exhaustivas
Son numerosas, aquí sólo hay ejemplos según algunos autores, con las piezas que añaden a las «no-cuestionables» citadas antes.
- Amédée de Foras : + 3 (barra, cruz, sotuer).
- L.-A. Duhoux d'Argicourt : + 6 (barra, cruz, sotuer, cuartel, jirón, campaña).
- Jouffroy d'Eschavannes : + 7 (barra, cruz, sotuer, cuartel, jirón, escusón, campaña, esta última sólo después de Napoleón).
- A. O'Kelly de Galway : + 2 (cruz, sotuer).

Se pueden citar las piezas más usadas:
- jefe, campaña o punta, palo, faja, banda,  barra
- cruz, sotuer, cabrio o chevrón, perla, manto, bordura
- orla,  escusón en el corazón (o en el abismo), franco-cuartel, escuadra, cantón
- Losange, cortinado, pila (calzado), embrazado, mantel, jirón
- pira, capa, gemelos, triángulo, vergeta,  y lambel.

Las piezas honorables con forma española (ibérica) de escudo.

## Piezas ordinarias
En heráldica, las piezas ordinarias o piezas de segundo orden son las más difíciles de definir porque parece que hay tantas definiciones como autores intentan definirlas.
Un primer sistema perentorio consiste en defenirlas por extensión, es decir, realizar una lista exhaustiva.
Un segundo sistema da un criterio objetivo «teniendo un lugar fijo sobre el escudo» con la restricción «pero sin ser una pieza honorable» Pero la lista de las piezas honorables no está definida universalmente.
Si se le agrega a esto
- que las piezas honorables reducidas (como la divisa, faja reducida) se vuelven para algunos piezas de segundo orden y para otros formas una categoría particular (las piezas reducidas);
- que algunos autores crearon una categoría «piezas menos honorables»;

no se llegaría nunca a un resultado final, sin embargo, no tiene mayor importancia, estos términos forman parte de la metalingüística del blasón y no influyen en el blasonamiento.

## Piezas disminuidas
En heráldica, se le llama pieza disminuida a una pieza que ha sido reducida en una de sus dimensiones, pero el término es sobre todo utilizada para una reducción en longitud.
Esta denominación utilizada en ciertas clasificaciones de los cargos heráldicos hace aparecer numerosas diferencias de definición.